# Michal Gottwald
Michal Gottwald (ur. 29 kwietnia 1981  w Czadcy) – słowacki piłkarz, napastnik.

## Kariera
Wychowanek FK Slávia Staškov, drużyny ze Słowacji. Po krótkim epizodzie w Grecji (OFI 1925, AÓ Agios Nikolaos Kriti) przeszedł do MŠK Žilina, w której zdobył trzy mistrzostwa Słowacji. Rozegrał tam 88 meczów i zdobył 11 bramek. Po nieudanych rozmowach o przedłużenie umowy z klubem ze Słowacji, zawodnik został zdegradowany do rezerw Żyliny, w których grał przez część rundy jesiennej sezonu 2005/2006.
15 listopada 2005 Gottwald podpisał 2,5 letni kontrakt z Legią Warszawa. Zawodnik w drużynie Legii zadebiutował 3 marca 2006 w meczu z GKS Bełchatów. Swoją pierwszą bramkę w barwach Legii zdobył 17 marca 2006 roku przeciwko Cracovii zakończony wynikiem 5:0. W barwach Legii rozegrał pięć spotkań, strzelając jedną bramkę.
20 września 2006 po fatalnym w skutkach dla Legii meczu pucharowym Stal Sanok – Legia Warszawa, przegranym przez stołeczną drużynę 1:2, Michal Gottwald został relegowany z klubu. Po tym zdarzeniu opuścił Polskę i podpisał kontrakt z zespołem ze stolicy Słowacji Slovanem Bratysława. Obecnie reprezentuje barwy czeskiego klubu MFK Karviná.